# Мамо
«Мам́о» — українська пісня Анастасії Приходько у стилі етно-поп. Текст оригінальної версії пісні повністю україномовний й був створений Діаною Гольде.
Існує також російськомовно-україномовна версія пісні, з якою Приходько виступала на 54-му Пісенному конкурсі Євробачення 2009 року в Москві як представниця від Росії.

## Оригінальна україномовна версія пісні для участі у Євробаченні від України
Оригінальнальна україномовна версія пісні вперше прозвучала 8 грудня 2008 року, коли Анастасія Приходько брала участь у півфіналі українського відбору на «Євробачення 2009». Тоді розгорівся скандал і участь виконавиці опротестували, ніби-то з огляду на деякі порушення регламенту проведення конкурсу.

## Російськомовно-україномовна версія пісні для участі у Євробаченні від Росії
Для нацвідбору до Євробачення від Росії Приходько змінила мовне наповнення пісні. Так куплети пеереклали російською а приспів залишили оригінальним україномовним. Офіційна відбулася 28 лютого 2009 року в ефірі політичного ток-шоу «Свобода» Савіка Шустера на українському телевізійному каналі «Україна».
З цією російськомовно-україномовною версією пісні «Мама» Приходько перемогла 7 березня 2009 року з 16 кандидатів російського національного відбору на «Євробачення-2009». Для визначення переможця в Росії сумувалися бали глядачів і професіонального журі. Пісня набрала чверть усіх глядацьких голосів, що є рекордним результатом для російських відборів, а також отримала 6 (проти 5) голосів журі.